# Club de l'indépendance

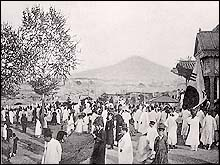

Le  Club de l'indépendance (hangeul : 독립협회 ; hanja : 獨立協會 ; MR : Tongnip hyŏphoe) est une association coréenne fondée en Seo Jae-pil le 2 juillet 1896. Il regroupe des personnalités engagées en faveur de la réforme du pays de manière à garantir son indépendance, à une époque où la Russie, la Chine, puis le Japon cherchent à dominer le pays. L'association publie un journal, le Dongnip Shinmun. Le club est dissous en 1898 sur ordre de l'empereur Gojong après s'être opposé trop frontalement à lui.